# 層雲

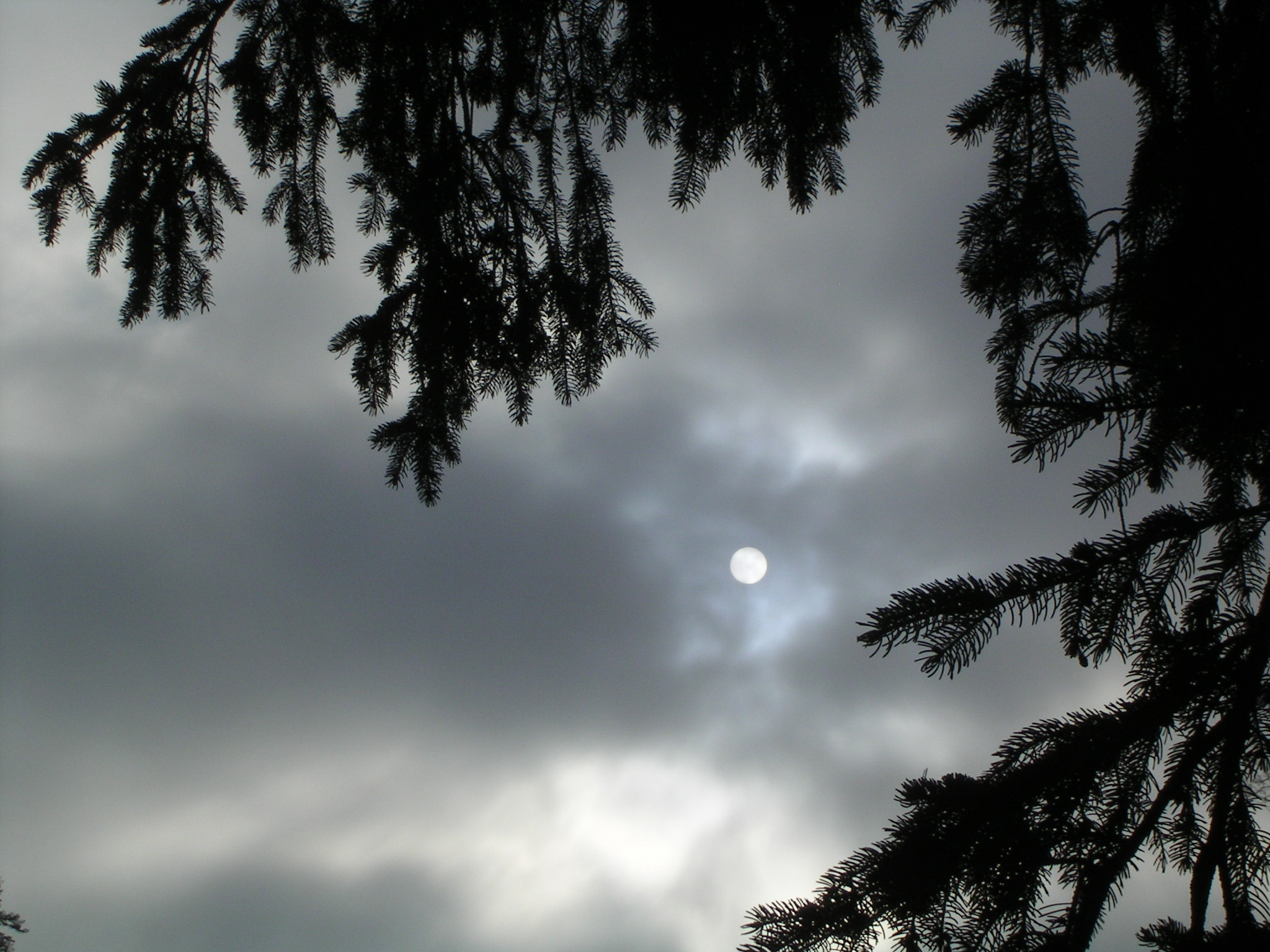
低く漂う層雲の隙間雲

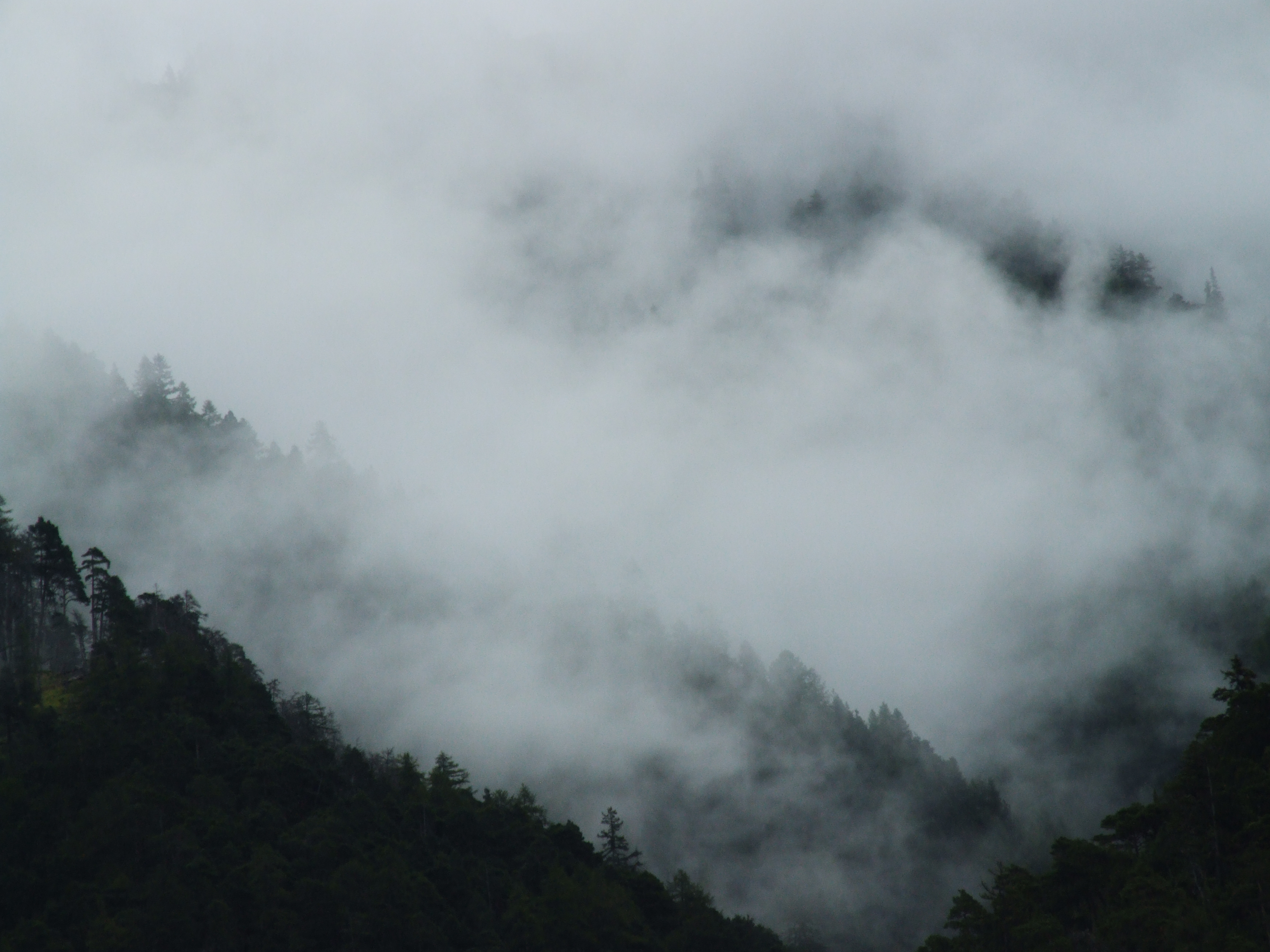
山あいに立ち込める層雲

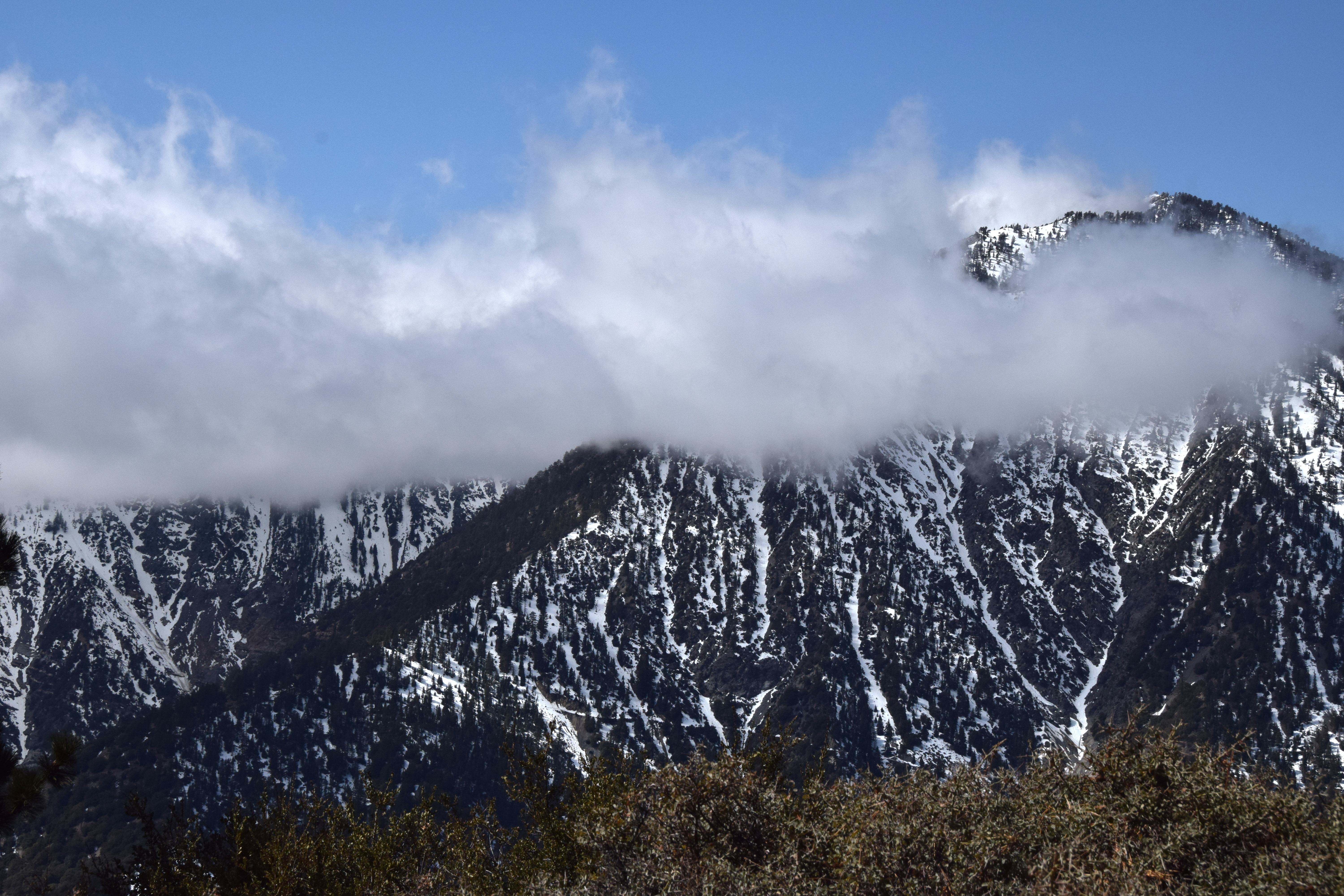
山頂付近にできた鉢巻き雲

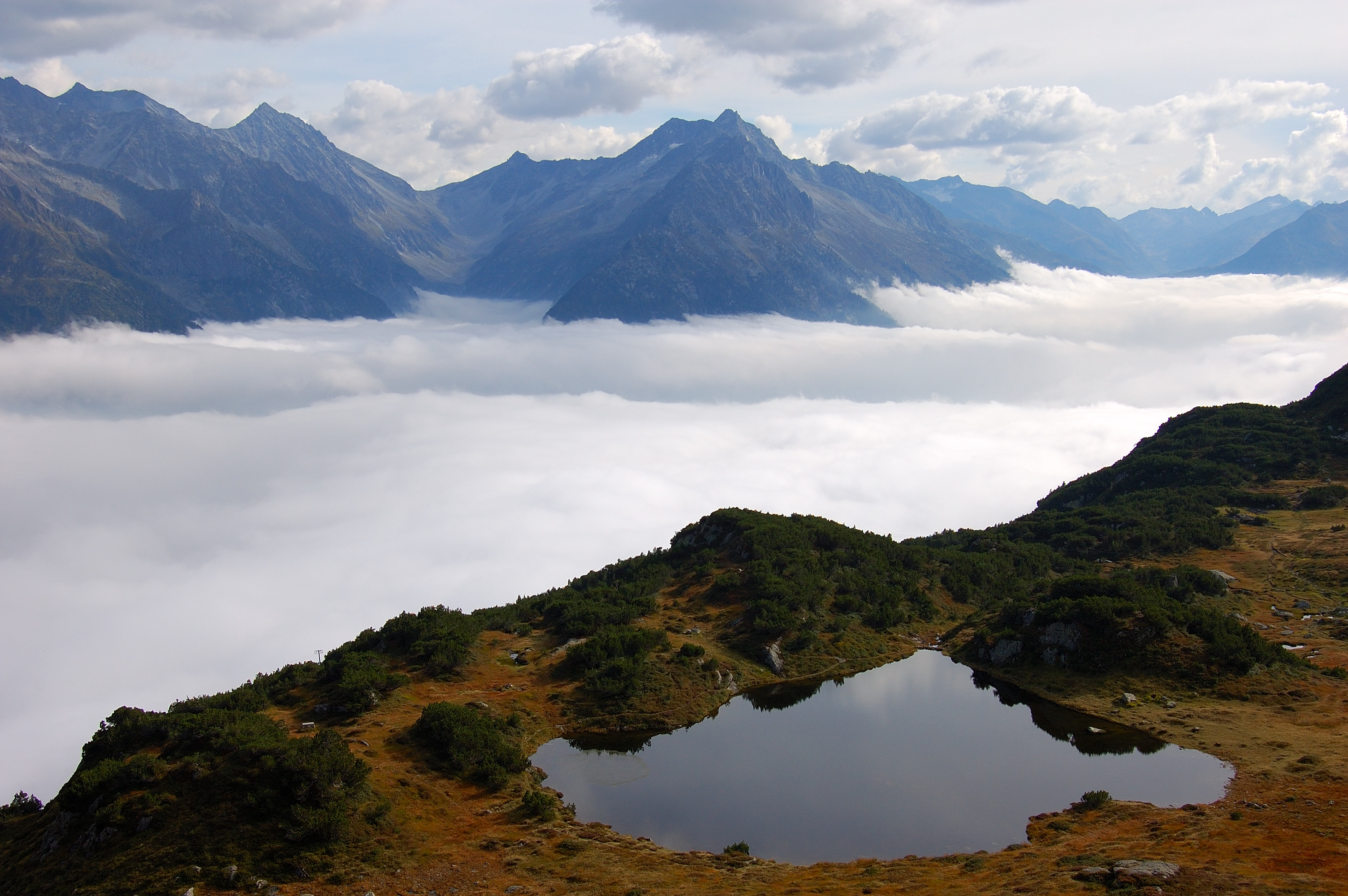
高い山から見下ろす雲海

層雲（そううん）は、雲の一種。最も低い所に浮かび、灰色または白色で、層状あるいは霧状の雲。輪郭はぼやけていて、厚みや色は一様であることが多いが、ちぎれて独特の形になる場合もある。霧に似た見た目で俗に霧雲とも呼ばれるが、地面には接していないものを層雲と呼ぶ。

## 名称
基本雲形（十種雲形）の一つ。ラテン語学術名Stratus（ストラタス）は、ラテン語の stratus（広がった、覆われた、散らばった などの意）に由来する。略号は St 。

## 形状と出現環境
層雲の雲底は平らで、雲頂は荒くでこぼこしている。地表付近から高度 2 km 程度まで（日本を含む中緯度地域の場合）にできる下層雲だが、多くは高度 600 m 位までの低い所にできる。雲を通して太陽を見ることができないこともあるが、見える場合には太陽の輪郭がはっきりとわかる。
朝の冷え込みや雨上がりなど放射冷却で冷えた地面、また冷たい水面に移動してきた（移流）空気が冷やされ生じた霧が、暖められたり乱流の影響を受けたりして上昇し層雲となることがある。盆地や山あいの谷はこれが起きやすく、周囲の山から見下ろせば雲海となり、地上では霧にもなる。盆地や谷に朝生じるものは、日が高くなるとともに消えていく。夏の北日本太平洋側のやませや海霧がみられる地域でもこのタイプの層雲が生じる。
降水をもたらすこともあるが、霧雨や霧雪に分類されるような粒の細かいものである。強い雨を降らせるような濃い雲は乱層雲に分類する。なお寒冷地では稀に細氷を降らせることがある。
よくみられるのが形がぼやけていて一様に広がるもので霧状雲という。対称的に、綿をちぎったような雲片が舞うものを断片雲といい、風に流されてすぐに形を変えていく。
悪天候のとき乱層雲や積乱雲の下を風に乗り流れていくものも層雲や積雲の（種としての）断片雲にあたり、これは乱層雲や積乱雲などの（副変種としての）ちぎれ雲でもある。層積雲が厚みを減らし雲底が平らになって、層雲に変化することもある。
太陽や月の輪郭が透視できるくらいの薄いものを半透明雲、完全に覆い隠してしまうくらい厚いものを不透明雲という。層雲では不透明雲のほうがよくみられる。雲にパッチ状の濃淡がありところどころに隙間が見えるものを隙間雲というが、層雲では稀である。
山の頂上付近で山沿いに湿った空気が上昇することでも発生する。ゆっくりとした上昇で山頂を取り囲むように、あるいは山腹にくっつくように生じる雲は、鉢巻雲、腰巻雲、帯雲などと呼ばれる。気流に乗る雲が山の稜線を乗り越えて少し下ったところで消えていくようなものを滝雲などという。峰を超えたところで乱流によりうねりが生じ山から立ち上るような雲は山旗雲（やまはたぐも）、旗雲と呼ぶことがある。これらの雲には地域的な名称もある。
傾斜が急な山頂のすぐ風下に生じる旗雲 (banner cloud)の発生要因は、主に山を越える気流に生じる風下渦が空気を上昇させるためで、渦の気圧が少し低いことも関係している。マッターホルンは旗雲がよくみられることで知られる。
また、大きな滝の流下に伴う飛沫が元となってその滝壺周辺に発生したり、森林からの蒸発散の効果で森林帯に発生したりするほか、排気排熱などの人間活動によって人為的に発生する例がある。
なお、極地付近などで地表一面が雪面で全天に層雲が覆っている場合には、光の散乱により地吹雪でなくともホワイトアウトが発生する場合がある。

## 派生する雲形
国際雲図帳2017年版の解説によると、層雲に現れることがある種・変種・副変種は以下の通り。
- 雲種 - 霧状雲、断片雲
- 雲変種 - 半透明雲、隙間雲、不透明雲
- 雲副変種 - 降水雲、fluctus[注 1]